# Neocordulia fiorentini
Neocordulia fiorentini là loài chuồn chuồn trong họ Synthemistidae. Loài này được Costa & Machado mô tả khoa học đầu tiên năm 2007.